# Janam Sakhi

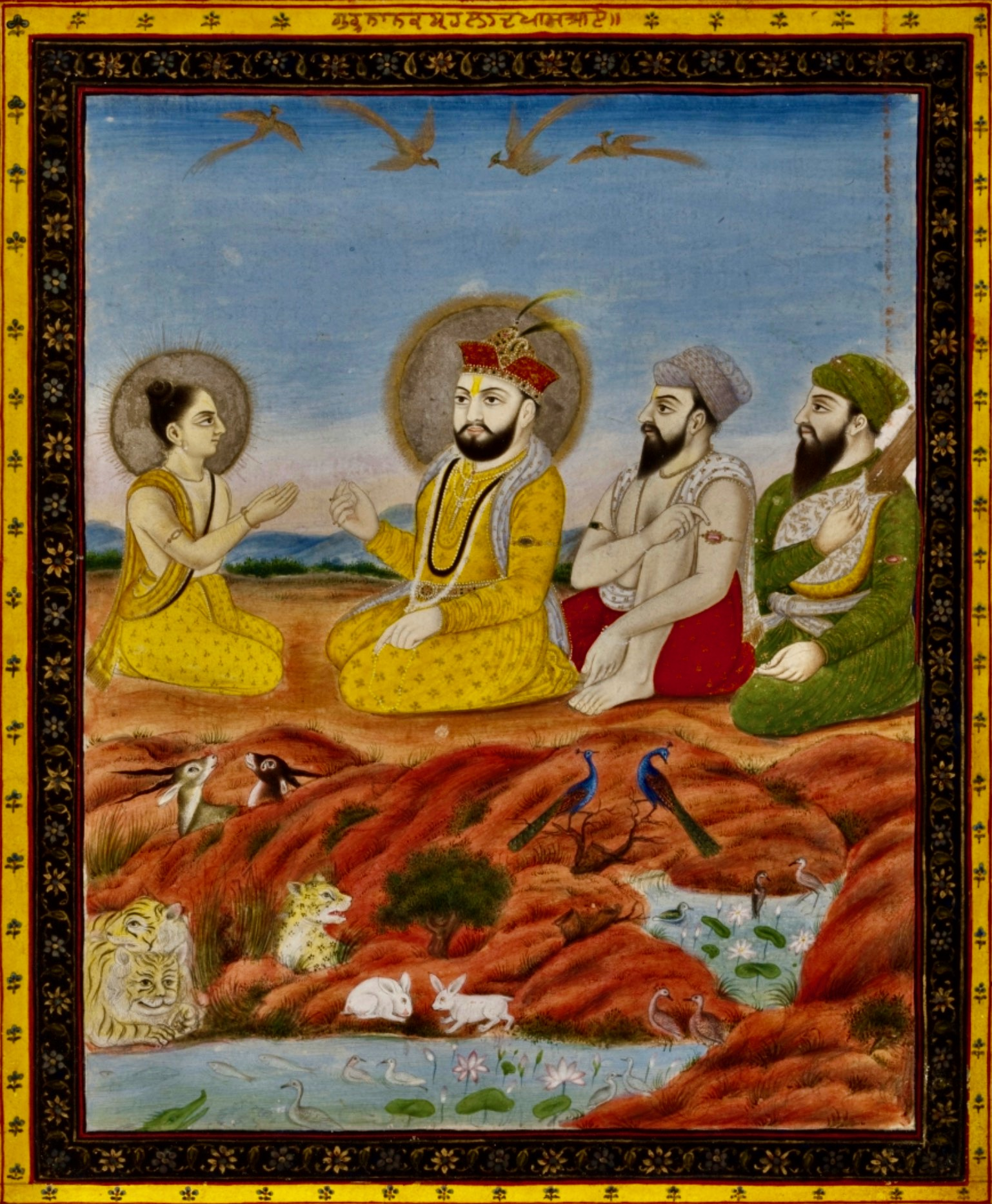
Guru Nanak rencontre le dévot de Vishnou Praladh. Manuscrit du XIXe siècle.

Un Janam Sakhi (Punjabi : ਜਨਮਸਾਖੀ , janamsākhī) est un récit narratif de la vie du premier gourou du sikhisme, Guru Nanak. Il en existe plusieurs, et leur nombre s'est même sérieusement développé au cours des siècles, rajoutant à la base qui semble véritable des anecdotes et interprétations diverses. Certains Janam Sakhi prennent aussi parti pour tel ou tel disciple, ou membre de la famille du gourou, et de fait attirent l'attention plus sur certaines vues doctrinales que sur d'autres points importants de cette religion. Pour exemple le Miharban janam sakhi se veut soutien aux idées du fils ainé du Guru Ram Das contre son frère cadet, Arjan, qui deviendra le cinquième gourou du sikhisme.
La tradition orale en pendjabi les a colportés, bien qu'ils aient été écrits en gurmukhi. Des discours du Guru répondant à des questions peuvent être aussi incorporés dans certains janam sakhi. 
L'expression Janam Sakhi est quelquefois utilisée pour les gourous du sikhisme postérieurs à Guru Nanak.
Deux de ces biographies célèbres sont celles de Bhai Bala et de Mardana. Pour les Sikhs, actuellement, les janams shaki exposent la vie de Guru Nanak à travers des récitants lors d'assemblées ; les kirtans sont les cérémonies où ils sont chantés ; les kathas où ils sont lus. Ils montrent aussi des passages de sa vie, et invitent à voir comment des faits de son existence sont rattachés à ses écrits ou banis. Ces janam sakhi sont des commentaires, des éclairages supplémentaires sur les discours du Guru.

## Source
- (en) Janam Sakhi dans l'encyclopédie sikh sikhiwiki.org